# Liste bekannter Phänomenologen
Die Liste bekannter Phänomenologen enthält klassische und moderne Phänomenologen in alphabetischer Reihenfolge.

## Klassische Phänomenologen
- Eugen Fink
- Moritz Geiger
- Aron Gurwitsch
- Martin Heidegger
- Edmund Husserl
- Roman Ingarden
- Ludwig Landgrebe
- Emmanuel Levinas
- Maurice Merleau-Ponty
- Alexander Pfänder
- Jean-Paul Sartre
- Wilhelm Schapp
- Max Scheler
- Alfred Schütz
- Edith Stein

## Moderne Phänomenologen
- Christian Bermes
- Gernot Böhme
- Hubert Dreyfus
- Günter Figal
- Thomas Fuchs
- Klaus Held
- Michel Henry
- Karl Mertens
- Käte Meyer-Drawe
- Heinrich Rombach
- Hermann Schmitz
- Evan Thompson
- Bernhard Waldenfels
- Lambert Wiesing
- Dan Zahavi